# Bästa Biennalen!
Bästa Biennalen! är en regional verksamhet som sedan 2013 arrangerar en konstbiennal i Skåne som vartannat år äger rum under två veckor på hösten. Konstbiennalen, som äger rum på platser runt om i regionen, erbjuder utställningar, workshops, ateljéarbete, performance och/eller någon annan typ av konstnärliga överraskningar. Målgruppen är barn och unga tillsammans med sina familjer. 
År 2013 genomfördes Bästa Biennalens konstbiennal för första gången under namnet Barnens Bästa Biennal, och har sedan dess blivit en permanent verksamhet i Skåne under namnet Bästa Biennalen! Bästa Biennalen finansieras huvudsakligen med bidrag från Region Skåne, och från med år 2016 är Ystads konstmuseum projektägare och huvudman för Bästa Biennalen. Utöver bidrag från Region Skåne, bidrar deltagande kommuner, institutioner och organisationer med egen insats och arbete.
Bästa Biennalens konstbiennal äger rum för femte gången 2021 och är större än någonsin då den äger rum i de sex sydligaste regionerna i Sverige; Skåne, Blekinge, Halland, Kronoberg, Jönköpings län och Kalmar län. 